# La Position de l'escargot
(da "Michka Saäl" FilmDoc)
La Position de l'escargot è un film del 1998 diretto da Michka Saäl.

## Trama
Myriam, una ragazza sefardita di origine tunisina, vive a Montreal da 10 anni. Ha 28 anni ed è innamorata di Theo, con il quale sta per acquistare un appartamento. Ma questo gli fa cambiare idea, la lascia e lei è giù di morale. Myriam si rifugia presso la sua grande amica Madeleine, una  musicista stravagante che parte per un tour. Ma non ci sono solo partenze, suo padre Dédé torna a Montreal per ritrovarla dopo un'assenza di vent'anni. Dédé seduce tutti ma schiva il vero dialogo con Myriam. Lei ritrova anche Marcos, un amico con il quale riprende vecchie abitudini. 
Dopo il distacco, Théo si rende conto che Myriam gli manca. Intanto lei incontra Lou, un giovane squatter giamaicano, un quasi poeta che si presenta e in seguito irrompe nel suo appartamento per chiacchierare con lei. 
Myriam è arrabbiata con suo padre, confusa da Théo e felice con Lou, per il suo spirito libero e la sua attenzione poco invadente. Elaborare i suoi sentimenti per suo padre le dà la chiave per decidere cosa fare.